# Trò chơi nói dối
Trò chơi nói dối (谎言游戏) , là một bộ phim mang tính thực tế của Đài Loan năm 2014 với diễn viên chính là Trần Gia Hoa và Ngô Khang Nhân. Phim được quay trong khoảng thời gian từ tháng 7 đến tháng 10 năm 2013. Tập đầu của phim được phát sóng vào lúc 22 giờ ngày 5 tháng 10 năm 2014 (theo giờ Đài Loan) trên kênh CTV, 22 giờ ngày 11 tháng 10 năm 2014 trên kênh Cti (khung giờ phim thần tượng). Phim được Bộ văn hoá Đài Loan tài trợ 6 triệu Đài tệ (theo quy định dành cho các chương trình truyền hình) . Nội dung phim dựa theo tiểu thuyết cùng tên được phát hành năm 2014 của tác giả Di Fer.

## Thời gian chiếu

### Lần đầu
| Kênh         | Vùng      | Thời gian lên sóng          | Thời lượng phát sóng                |
| ------------ | --------- | --------------------------- | ----------------------------------- |
| CTV          | Đài Loan  | 5/10/2014                   | 22:00-23:30 chủ nhật hàng tuần      |
| Cti giải trí | Đài Loan  | 11/10/2014                  | 22:00-23:30 thứ bảy hàng tuần       |
| Cti tổng hợp | Đài Loan  | 29/11/2014                  | 23:00-24:30 thứ bảy hàng tuần       |
| MOD          | Đài Loan  | 12/10/2014 (đến 14/12/2014) | 20:30-22:30 chủ nhật hàng tuần      |
| MOD          | Đài Loan  | 21/12/2014                  | 19:00-20:30 chủ nhật hàng tuần      |
| Now 101      | Hồng Kông | 20/1/2015                   | 21:30-22:30 thứ 2 - thứ 6 hàng tuần |

### Chiếu lại
| Kênh         | Vùng     | Thời gian lên sóng          | Thời lượng phát sóng           |
| ------------ | -------- | --------------------------- | ------------------------------ |
| CTV          | Đài Loan | 11/10/2014                  | 13:30-15:00 chủ nhật hàng tuần |
| Cti giải trí | Đài Loan | 11/10/2014 (đến 23/11/2014) | 01:00-02:30 chủ nhật hàng tuần |
| Cti giải trí | Đài Loan | 29/11/2014 (đến 14/12)      | 00:30-02:00 chủ nhật hàng tuần |
| MOD          | Đài Loan | 27/12/2014                  | 17:00-18:30 thứ 6 hàng tuần    |

## Danh sách diễn viên

### Diễn viên chính
| Diễn viên      | Vai            | Giới thiệu | Các tập xuất hiện |
| Trần Gia Hoa   | Tôn Chân       | Là giáo viên dạy thêm tiếng Anh, rất yêu thích việc viết văn nhưng lại không có được một tác phẩm nào được nhận. Cô rất ghét tác giả X, nhưng vì em trai nên cô đành phải đóng giả X để rồi tự chìm trong vai diễn ấy mà không thể thoát ra được. | Tất cả            |
| Ngô Khang Nhân | Nguỵ Hữu Lượng | Bạn trai của Tôn Chân, là một phóng viên | Tất cả            |
| Kha Vũ Luân    | An Thế Tiệp    | Tiểu An | 2-13              |
| Lý Duy Duy     | Hồ Hành Ái     | Là MC cùng cơ quan với Ngụy Hữu Lượng, yêu đơn phương Hữu Lượng | Tất cả            |

### Các diễn viên khác
| Diễn viên      | Vai                   | Giới thiệu                                                                                         | Các tập xuất hiện |
| Lâm Thần Hi    | Châu Nghi (Châu Châu) | Bạn thân nhất của Tôn Chân                                                                         | 1-9,11,13         |
| Lý Kiệt Vũ     | Tôn Bình              | Em trai của Tôn Chân, tư chất thông minh                                                           | 1-10,12-13        |
| Lục Dịch Tĩnh  | bà Tôn                | Mẹ của Tôn Chân và Tôn Bình                                                                        | 1,2,4-6,8-12      |
| Nhậm Minh Đình | ông Tôn               | Cha của Tôn Chân và Tôn Bình, là hiệu trưởng trường đại học                                        | 1,2,4-6,8-11      |
| Uông Kiến Dân  | Tưởng Cần             | Trợ lý của Tôn Chân                                                                                | 1-12              |
| Trần Vi Dân    | Hào Ca                | Cấp trên của Nguỵ Hữu Lượng và Hồ Hàng Ái                                                          | 1-3,6,8,10-13     |
| Chu Lục Hào    | Cao Bằng Tường        | Thường được mọi người gọi là chú Cao, dính dáng đến cả bạch đạo và hắc đạo                         | 2-13              |
| Du Huyên       | Lôi Mẫn               | Bạn của Tôn Chân, là một ngôi sao. Để đạt được danh lợi, cô đã qua lại với rất nhiều người đàn ông | 3-6               |
| Lý Địch Ân     | Cao Quốc Dũng         | Thường gọi là Đại Dũng, bạn thân của Tôn Bình, đồng thời là cháu của Cao Bằng Tường                | 1-9,12-13         |
| Châu Châu      | KiKi                  | Bạn của Tôn Chân, làm việc tại quán cà phê của Châu Châu                                           | 1-9,11,13         |
| Đồ Bách Phong  | Lý Chí Minh           | Thường gọi là Tiểu Lý, đồng nghiệp của Nguỵ Hữu Lượng                                              | 1-12              |
| Tân Lạc Nhi    | Lạc Nhi               | | 3,5,7-11          |
| Quách Thế Luân | Kiệt Sâm              | |                   |
| Lưu Hành Cách  | Lưu Hành Cách         | | 5-8,12            |
| Hoắc Kỳ Quân   | Thái Đức              | |                   |
| Nhu Nhu        | bà chủ nhà            | Chủ nhà của Tôn Chân                                                                               | 1-4               |
| Vương Hi Hoa   | nghị viên Lưu         | | 6-8               |

### Diễn viên khách mời
| Diễn viên       | Vai                         | Giới thiệu | Các tập xuất hiện |
| La Bắc An       | Trần Nghị                   | Thường gọi lão béo, ông chủ của công ty quản lý. Là người khôn khéo thông minh, không từ thủ đoạn để đạt được thành công | 1,9,11-13         |
| Đặng An Ninh    |                             | | 7                 |
| Dương Lệ Âm     | Giám đốc trung tâm dạy thêm | Người đã đuổi việc Tôn Chân                                                                                              | 1, 3              |
| Khưu Khải Vĩ    | Văn Sâm                     | Bạn trai cũ của Tôn Chân, cũng là giáo viên ở trung tâm dạy thêm nơi Tôi Chân làm việc                                   | 3                 |
| Ngô Linh Sơn    | Tiểu Trung                  | Cảnh sát | 9-11,13           |
| Lâm Kiện Hoàn   | chồng của Lôi Mẫn           | | 5,6,11            |
| Triệu Vịnh Hoa  | dẫn chương trình            | | 7                 |
| Quách Diệu Nhân | Lão Tra                     | | 11                |
| Côn Lăng        |                             | | 13                |
| Cổ Bân          | Mike                        | | 7,12              |
| Lại Tư Tường    | khách trong quán bar        | | 3                 |

## Nhạc phim
| Vai trò  | Tên bài hát                  | Ca sĩ          | Viết lời                      | Viết nhạc               |
| Nhạc đầu | Never be the same            | Ngải Di Lương  | (thay đổi lời) Thái Chí Trung | (sửa nhạc) Thái Mân Hựu |
| Nhạc kết | Tôi thật sự                  | Trần Gia Hoa   | Trần Tín Diên                 | Trần Gia Hoa            |
| Nhạc nền | Lời nói thật                 | Ngải Di Lương  | Thôi Duy Khải                 | Tiêu Hằng Gia           |
| Nhạc nền | Tự ti                        | Liêu Văn Cường | Liêu Văn Cường                | Liêu Văn Cường          |
| Nhạc nền | I love U so                  | Châu Dữ Triết  | Châu Dữ Triết, Ngô Dịch Vĩ    | Châu Dữ Triết           |
| Nhạc nền | Em không biết yêu là thế nào | Ngải Di Lương  | Ngải Di Lương                 | Kim Quý Thành           |

## Rating

### CTV
| Thời gian lên sóng | Tập              | Rating | Xếp hạng | Ghi chú |
| ------------------ | ---------------- | ------ | -------- | --- |
| 5/10/2014          | 01               | 0,51   | 2        | Thiếu tiền, là nguồn gốc của tất cả tội ác                                                                                            |
| 12/10/2014         | 02               | 0,41   | 2        | Trừ phi bản thân bí mật có thể tự mình che giấu Nếu không sẽ chẳng có bí mật thật sự                                                  |
| 19/10/2014         | 03               | 0,57   | 2        | Có danh thì đã sao? Cái tốt của việc có danh chẳng qua chỉ là Được người mà bạn không quen không để ý biết đến mà thôi                |
| 26/10/2014         | 04               | 0,44   | 3        | Nếu như có một người viết văn đủ rõ ràng Vậy thì bất cứ kẻ nào cũng có thể phân biệt được người đó thành thật hay không               |
| 2/11/2014          | 05               | 0.40   | 3        | Tất cả các nhà văn đều hư vinh, ích kỉ, lười nhác Mà động cơ sau cùng của họ, cũng là một câu đố                                      |
| 9/11/2014          | 06               | －     | －       | |
| 16/11/2014         | 07               | 0.29   | 3        | Trên thế giới này, số lượng khuôn mặt và nhân khẩu không hề bằng nhau Bởi vì mỗi người đều có những mặt không để người khác biết được |
| 23/11/2014         | 08               | －     | －       | |
| 30/11/2014         | 09               | －     | －       | Phản bội mới là chân lý không thay đổi duy nhất                                                                                       |
| 7/12/2014          | 10               | 0.20   | 3        | |
| 14/12/2014         | 11               | －     | －       | Chuyện không đúng đắn, sẽ không vì được nhiều người tán đồng mà trở thành đúng được                                                   |
| 21/12/2014         | 12               | －     | －       | |
| 28/12/2014         | 13               | －     | －       | Đối với chân lý mà nói, lòng tin còn nguy hiểm hơn cả lời nói dối                                                                     |
| Rating bình quân   | Rating bình quân | 0.40   |          | |